# Русецька Галина Францівна
Галина Францівна Русецька (нар. 1918, Ромни, Російська імперія — пом. 1973, Ленінград, СРСР) — радянська театральна акторка українського походження. 

## Життєпис
Галина Русецька народилася 1918 року в місті Ромни у сім'ї залізничного майстра Франца Йосиповича Русецького та Мотрони Микитівни Христенко. У неї була старша сестра Віра. 
У 1921 році разом з сім'єю переїхала в Харків. З 1925 року мешкала в Петербурзі. 
Закінчила Ленінградське Центральне театральне училище, працювала спочатку в театрі під керівництвом С. Е. Радлова, а потім була прийнята в трупу Театру Комедії під керівництвом Миколи Акімова. Акторська кар'єра їй не вдалася і вона у 1952 році пішла з театру. Писала для естради скетчі, естрадні номери та пісні. 
В останні роки життя захоплювалася живописом. 
Померла у 1973 році в Ленінграді від раку.

## Сім'я
- Дочка — Марина Русецька, російська поетеса
- Онук — Олексій Барабаш, російський актор

## Фільмографія
- 1956 — Софія Ковалевська — епізодична роль